# Cebrasta barčica
Cebrasta barčica (znanstveno ime Arca zebra) je vrsta školjk iz družine barčic (Arcidae), ki je razširjena ob obalah Atlantika od Severne Karoline do Karibov in Bermudskih otokov.